# Монумент Альфонсу ХІІ (Мадрид)
Монумент Альфонсу ХІІ в Мадриді — грандіозний меморіал (пам’ятний знак) в честь Альфонса ХІІ Іспанського, зведений неподалік центру парку Буен Ретіро на березі однойменного штучного озера. Меморіал містить центральний елемент  — кінну статую Альфонса ХІІ в оточенні скульптурної групи з численних (понад 20 статуй) алегоричних та міфологічних фігур.